# Abdullahi Shehu
Abdullahi Shehu (Kano, 12 marzo 1993) è un calciatore nigeriano, centrocampista o difensore dei Kano Pillars.

## Caratteristiche tecniche
Può essere schierato in mezzo al campo o da terzino destro.

## Carriera

### Club
Dal 2012 al 2014 ha giocato nella massima serie nigeriana; successivamente dall'estate del 2014 gioca con l'Al-Qadisiya in Kuwait. Con la squadra ha anche giocato 2 partite in Coppa dell'AFC.

### Nazionale
Esordisce con la nazionale maggiore l'11 gennaio 2014 contro il Mali (2-1), partita valida per il campionato delle Nazioni Africane 2014.

## Palmarès

### Club

#### Competizioni nazionali
- Campionato nigeriano: 1

Kano Pillars: 2013
- Campionato cipriota: 1

Omonia: 2020-2021
- Supercoppa di Cipro: 1

Omonia: 2021

### Nazionale
- Bronzo olimpico: 1

Rio de Janeiro 2016